# Asharoken
Asharoken est un village du comté de Suffolk, dans l'État de New York, aux États-Unis,. En 2020, il compte une population de 654 habitants.

## Démographie
Lors du recensement de 2010, la ville comptait une population de 654 habitants, tandis qu'en 2020, elle est s'élève à 646 habitants.